# Trichilia emarginata
Trichilia emarginata är en tvåhjärtbladig växtart som först beskrevs av Porphir Kiril Nicolai Stepanowitsch Turczaninow, och fick sitt nu gällande namn av C. Dc.. Trichilia emarginata ingår i släktet Trichilia och familjen Meliaceae. Inga underarter finns listade i Catalogue of Life.